# Mikroklimat (zespół muzyczny)
Mikroklimat – polska grupa muzyczna, wykonująca muzykę z gatunku tzw. piosenki turystycznej, poezji śpiewanej, ballady, piosenki religijne. Mikroklimat pochodzi z Muzycznej Krainy Łagodności.
Jako zespół gra piosenki balladowe, piosenki w których można znaleźć elementy jazzu, bluesa, muzyki folkowej. Specjalnością Mikroklimatu jest piosenka pozytywna.
Zespół powstał w 1994 roku.

## Skład zespołu
- Barbara Sobolewska - wokal, teksty
- Stanisław Szczyciński - pianista, kompozytor
- Maciej Szczyciński - kontrabas, gitara basowa
- Artur Chaber - perkusja

Współzałożycielem i członkiem zespołu był również Lesław Matecki. 

## Dyskografia
- Mikroklimat, 1994, kaseta,
- Za potarganym zbożem, 1995, kaseta,
- W drodze do dnia, 1998, CD,
- Tobie chwała!, 2001, CD,
- Za potarganym zbożem, 2004, CD (składanka)